# Чому не Еванс?
«Чому не Еванс?» - детективний роман англійської письменниці Агати Крісті, вперше опублікований видавництвом «Collins Crime Club» в 1934 році.

## Сюжет
Боббі Джонс, син вікарія, грає в гольф з друзями. Підійшовши до обриву за м'ячем, він бачить, що  внизу під кручею лежить  людина. Партнер Боббі відправляється за допомогою, а Боббі залишається поруч із пораненим. Незабаром людина вмирає, але перед смертю  встигає вимовити: «Why didn't they ask Evans?», що Боббі інтерпертує як «Еванс  знає відповідь». Але хто такий Еванс? Ці слова, і ще знайдена в кишені чоловіка фотографія вродливої жінки — єдині ключі до розгадки таємниці його особистості. На зміну Боббі приходить інша людина, що назвалася Роджером Бассінгтоном, яка відпускає Боббі й пропонує повартувати тіло до прибуття допомоги. 
Особу загиблого впізнає його сестра Амелія Кейман. Брата звали Алексом Прічардом. Вона стверджує, що на фотографії зображена саме вона, а Боббі дивується, як з такої красуні вийшла раптом вульгарна жінка. 
Подруга Боббі, Френкі, загоряється бажанням розгадати таємницю смерті цієї людини. Вони починають розслідування. По ходу розслідування на Боббі відбуваються замахи. Молоді люди розуміють, що перебувають на вірному шляху.

## Персонажі роману
- Роберт «Боббі» Джонс - син вікарія містечка Маршмолт
- Леді Франсіс «Френкі» Дервент - дочка лорда Маршингтона
- Доктор Томас - партнер Боббі по гольфу
- Вікарій Маршмолта - батько Боббі
- Алекс Прічард - жертва
- Лео й Амелія Кейман - шурин і сестра Алекса Прічарда
- Джордж Арбутнот - друг Френкі
- Баджер Бідон - друг Боббі
- Генрі й Сильвія Бассінгтон-ффренч - жінки з маєтку Міроувей, Гемпшир
- Роджер Бассінгтон-ффренч - брат Генрі
- Доктор Ніколсон - канадець, власник санаторію в Міроувей
- Мойра Ніколсон - його дружина
- Джон Севедж - померлий мільйонер
- Місіс Рівінгтон - друг Севеджа